# Motorola Mobility
Motorola (phiên âm tiếng Anh: /moʊtɵ'roʊlə/) là một công ty viễn thông đa quốc gia có nguồn gốc từ Hoa Kỳ (tên đầy đủ là Motorola, Inc.), có trụ sở tại Schaumburg, Illinois. Ngày 04 tháng 1 năm 2011, công ty Motorola được chia thành hai công ty độc lập: Di động Motorola (Motorola Mobility) and Giải pháp Motorola (Motorola Solutions) sau khi mất 4,3 tỉ đô la trong khoảng thời gian từ 2007 đến 2009. Giải pháp Motorola được coi là sự kế thừa trực tiếp của công ty Motorola, trong khi đó Di động Motorola sau khi được tách ra đã sử dụng giải pháp thương mại hoá sản phẩm công nghệ theo mô hình công ty spin off.
Motorola tổn thất 1,2 tỷ $ trong quý 4 năm 2007 và mất vị trí thứ 3. năm 2010, thị phần toàn cầu của Motorola đã giảm xuống đứng ở vị trí thứ 7.

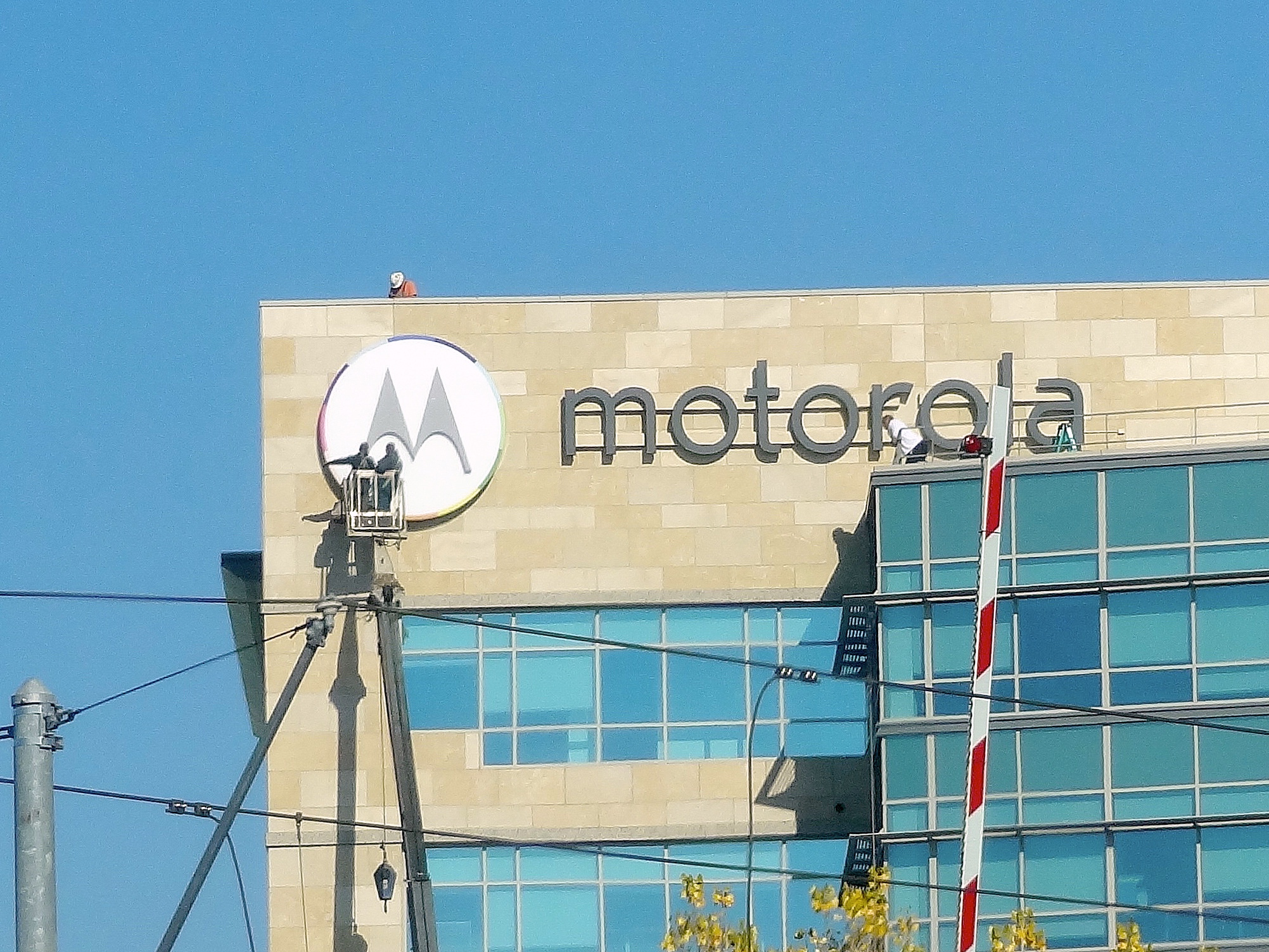
Google cài đặt một biểu tượng Mobility Motorola mới gần khuôn viên chính của Google. Motorola Mobility được bán 7 tuần sau đó cho Lenovo.

Ngày 15 Tháng 8 năm 2011, Google thông báo rằng họ đã đồng ý mua lại công ty với giá 12.5 tỷ đô nhằm bảo vệ nền tảng Android khỏi các vụ kiện bản quyền từ các đối thủ Apple, Microsoft và các công ty khác.
Google sở hữu hệ thống sản xuất điện thoại quy mô toàn cầu với 20.000 nhân viên cùng lượng bằng sáng chế lên đến 17.000.
Hai năm sau, Google giới thiệu logo mới của công ty là chữ M truyền thống, viền tròn đủ màu sắc.
Năm 2014, công ty Lenovo của Trung Quốc chính thức mua lại Motorola từ tay Google.